# 小行星7618
小行星7618（7618 Gotoyukichi）是一颗绕太阳运转的小行星，为主小行星带小行星。该小行星于1997年1月6日发现。

## 轨道参数
小行星7618的轨道半长轴为2.7391050 UA，离心率为0.115。